# Bryum inaequale
Bryum inaequale là một loài rêu trong họ Bryaceae. Loài này được Taylor mô tả khoa học đầu tiên năm 1846.